# Louis Jolliet
Louis Jolliet (Québec, 21 settembre 1645 – fiume San Lorenzo, 1700) è stato un esploratore francese.

## Biografia
Figlio di Jean Jolliet della Compagnia dei Cento Associati e di Marie d'Abancourt, Louis Jolliet intraprese i suoi studi al Seminario di Québec all'età di 10 anni. Da bambino Jolliet voleva diventare membro del clero. Ricevette gli ordini minori il 16 agosto 1662. Molto portato per la musica, arrivò ad essere il primo organista della Cattedrale di Québec.
Il censimento del 1666 lo qualificò come "chierico". Il 2 luglio dello stesso anno, assieme a Pierre Francheville, sostenne una tesi di filosofia in presenza di monsignor de Laval, del governatore Remy de Courcelles e dell'intendente Jean Talon.
A quest'epoca la sua vocazione religiosa iniziò a vacillare. Nel luglio 1667 abbandonò il seminario e qualche settimana dopo si imbarcò per la Francia, dove soggiornò a Parigi e a La Rochelle. Nel 1668 ritornò a Québec, dove decise di diventare un mercante, dopo aver acquistato della merce da Charles Aubert de la Chesnaye. Nella primavera-estate del 1671 si trovava nella regione dei Grandi Laghi insieme a un gruppo comandato da Simon-François Daumont de Saint-Lusson. Nell'autunno dello stesso anno era nuovamente a Québec. 
Nel 1672 venne inviato da Jean Talon alla scoperta del fiume Mississippi. L'arditezza e la determinazione del giovane uomo erano già riconosciute. Jolliet, che aderì con entusiasmo al progetto, ebbe un problema, poiché era a conoscenza che lo Stato non avrebbe sovvenzionato il costo della spedizione. Fondò una società commerciale con alcuni uomini d'affari della colonia, tra cui suo fratello Zacharie. L'atto degli associati venne firmato davanti al notaio Gilles Rageot il 1º ottobre 1672. I ricavi della nuova compagnia sarebbero serviti a coprire i costi della spedizione.
L'8 dicembre 1672 Jolliet, mentre si trovava a Michillimakinac, tra i laghi Huron, Michigan e Superiore, incontrò il gesuita Jacques Marquette al quale consegnò una lettera firmata da Claude Dablon. Il contenuto della lettera era l'ordine al padre gesuita di aggregarsi alla spedizione. Marquette accettò con piacere, tanto più che conosceva le lingue degli amerindi della zona.
I due uomini passarono l'inverno 1672-1673 ad organizzare i preparativi. Partirono nel maggio 1673; il gruppo era composto da sette uomini, equipaggiati con due canoe. Si diressero verso ovest, costeggiando la riva nord del lago Michigan, poi la riva occidentale della Baie des Puants. Dopo aver fatto tappa nella missione di San François-Xavier, discesero un altro fiume, arrivando fino ad un villaggio indiano. Allora vennero a sapere che più avanti si poteva trovare un affluente del Mississippi. Via terra, il gruppo raggiunse il fiume Wisconsin.
Da lì discesero fino al Mississippi il 15 giugno. Fino ad allora avevano percorso 800 km. Per dieci giorni proseguirono verso sud senza incontrare anima viva. Arrivarono al primo villaggio indiano alle foci del fiume Iowa. Si trattava di una tribù di nativi Illinois, che ricevettero bene gli uomini della spedizione.
Nel settembre 1673 furono i primi uomini bianchi ad attraversare il fiume Chicago. In seguito scoprirono le foci dei fiumi Missouri e Ouabouskigou (Ohio). Arrivando alle foci dell'Ohio, avevano percorso ormai più di 2.000 km. Non osarono proseguire oltre, poiché gli indiani si stavano facendo sempre più ostili. Marquette non comprendeva la loro lingua, ma capì che commerciavano con gli spagnoli. Temendo di cadere nelle loro mani, decisero di ritornare sui loro passi. Il viaggio terminò al di qua dell'attuale frontiera dell'Arkansas e della Louisiana. La spedizione, benché non fosse compiuta del tutto, dimostrò che il fiume Mississippi si gettava verso sud e non verso un ipotetico "mare dell'ovest".  Restavano 1.100 km da percorrere per raggiungere le foci del Mississippi.
Il viaggio di ritorno si effettuò a partire da metà luglio. Jolliet e Marquette raggiunsero la missione di St. François-Xavier verso la metà di ottobre. L'esploratore passò l'inverno 1673-1674 a Sault-Sainte-Marie, dove ricopiò le annotazioni del suo viaggio. Sfortunatamente, al suo ritorno nella colonia, fece naufragio a Sault-Saint-Louis a monte di Montréal. Jolliet si salvò, ma le sue carte personali si dispersero nelle acque. Qualche tempo dopo, le copie vennero distrutte in un incendio a Sault-Sainte-Marie, così non restò nessun resoconto di viaggio.
Il 17 ottobre 1675 Jolliet sposò Claire-Françoise Byssot, 19 anni, figlia di François Byssot e di Marie Couillard. Desiderò di stabilirsi nel Pays des Illinois, ma ricevette un rifiuto da Jean-Baptiste Colbert. Nel 1678 ricevette un appezzamento di terra nella regione di Sept-Îles, dove si stabilì.
Nel 1679 Frontenac lo incaricò di recarsi nella Baia di Hudson allo scopo di allacciare contatti commerciali con gli indiani del nord e di indagare sui loro contatti con gli inglesi che lì si erano insediati. Quindi si recò tra il Saguenay e il lago Saint-Jean, dove incontrò il governatore inglese del distretto, Charles Baily, che lo ricevette con onore, poiché intendeva parlargli della sua spedizione nel Mississippi.
Lo stesso anno, Jolliet si fece concedere le terre dell'Arcipelago Mingan, dove si propose di creare delle pescherie di merluzzi, di lupini di mare e di balene. Gli anni seguenti passò le estati nell'Isola d'Anticosti, costruendo una dimora, occupandosi delle sue terre e dei suoi commerci, e gli inverni a Québec. Si fece costruire un forte. Nel 1690 la flotta di William Phips si impadronì della sua barca, confiscò le sue merci e fece prigioniere sua moglie e sua madre.
Nel 1694 Louis Jolliet esplorò la costa del Labrador, che disegnò su carta. Il suo documento, conservato, contiene sedici schizzi cartografici di cui una prima descrizione del litorale.
Nel 1697 l'esploratore ottenne il certificato di idrografo. Passò l'estate a lavorare le terre nella Costa nord, ritornando a Québec in autunno per insegnare la materia al Collegio dei Gesuiti. Morì in una data non precisata tra il 4 maggio e il 15 settembre 1700.